# Mercey-sur-Saône
Mercey-sur-Saône ist eine Gemeinde im französischen Département Haute-Saône in der Region Bourgogne-Franche-Comté.

## Geographie
Mercey-sur-Saône liegt auf einer Höhe von 202 m über dem Meeresspiegel, 14 Kilometer nordöstlich von Gray und etwa 40 Kilometer nordwestlich der Stadt Besançon (Luftlinie). Das Dorf erstreckt sich im Westen des Départements, am südlichen Rand der Talniederung der Saône, beidseits des Dorfbachs Ruisseau de la Fourouse.
Die Fläche des 7,69 km² großen Gemeindegebiets umfasst einen Abschnitt des mittleren Saône-Tals. Im Westen, Norden und Osten verläuft die Grenze stets entlang der Saône, die hier einen großen Bogen zeichnet und durch eine ungefähr zwei Kilometer breite Alluvialniederung fließt. Die Talaue liegt durchschnittlich auf 195 m. Der Fluss ist zur Wasserstraße ausgebaut, wobei die Flussschleife von Savoyeux durch einen Seitenkanal abgeschnitten wird. Vom Flusslauf erstreckt sich das Gemeindeareal südwärts über die Talniederung und einen langsam ansteigenden Hang bis auf das angrenzende Plateau. Dieses besteht aus einer Wechsellagerung von kalkigen und sandig-mergeligen Sedimenten der oberen Jurazeit und aus tertiären Ablagerungen. Auf dem Plateau, das auf 230 m liegt, herrscht landwirtschaftliche Nutzung vor. Mit einem schmalen Streifen reicht der Gemeindeboden weiter nach Süden in den ausgedehnten Forst der Forêt de Belle Vaivre. Mit 253 m wird in diesem Wald die höchste Erhebung von Mercey-sur-Saône erreicht.
Nachbargemeinden von Mercey-sur-Saône sind Savoyeux im Norden, Motey-sur-Saône im Osten, Seveux und Beaujeu-Saint-Vallier-Pierrejux-et-Quitteur im Süden sowie Autet im Westen.

## Geschichte
Das Gemeindegebiet von Mercey-sur-Saône war schon sehr früh besiedelt. Im Wald Le Vernois südwestlich des Dorfes wurden drei Tumuli aus der Hallstattzeit entdeckt und ausgegraben. Der Ortsname geht auf den lateinischen Personennamen Marcius oder Mercius zurück. Im Mittelalter gehörte Mercey zur Freigrafschaft Burgund und darin zum Gebiet des Bailliage d’Amont. Das Dorf bildete den Mittelpunkt einer kleinen Herrschaft, die 1313 an die Herren von Savoyeux kam und später zahlreiche Besitzerwechsel erfuhr. Zusammen mit der Franche-Comté gelangte Mercey mit dem Frieden von Nimwegen 1678 definitiv an Frankreich. Heute ist Mercey-sur-Saône Mitglied des 42 Ortschaften umfassenden Gemeindeverbandes Communauté de communes des Quatre Rivières.

## Sehenswürdigkeiten
Die einschiffige Kirche Saint-Jérôme, die im 18. Jahrhundert erbaut wurde, fällt durch ihren großen Chorraum auf, welcher im Lauf des 19. Jahrhunderts hinzugefügt wurde. Sie ist eine Filialkirche der Pfarrei St. Bernard Fresne-Vellexon im Erzbistum Besançon.
Aus der Zeit um 1775 stammt das Schloss (La Tour de Mercey). Am östlichen Dorfeingang steht das Lavoir aus dem 18. Jahrhundert, dessen Dach von Säulen getragen wird.

## Bevölkerung
| Jahr                       | 1962 | 1968 | 1975 | 1982 | 1990 | 1999 |
| Einwohner                  | 119  | 119  | 111  | 92   | 110  | 104  |
| Quellen: Cassini und INSEE |      |      |      |      |      |      |

Mit 130 Einwohnern (1. Januar 2022) gehört Mercey-sur-Saône zu den kleinsten Gemeinden des Département Haute-Saône. Nachdem die Einwohnerzahl in der ersten Hälfte des 20. Jahrhunderts deutlich abgenommen hatte (1881 wurden noch 383 Personen gezählt), wurde seit Beginn der 1980er Jahre wieder ein leichtes Bevölkerungswachstum verzeichnet.

## Wirtschaft und Infrastruktur
Mercey-sur-Saône war bis weit ins 20. Jahrhundert hinein ein vorwiegend durch die Landwirtschaft (Ackerbau, Obstbau und Viehzucht) geprägtes Dorf. Heute gibt es einige Betriebe des lokalen Kleingewerbes. In den letzten Jahrzehnten hat sich das Dorf zu einer Wohngemeinde gewandelt. Viele Erwerbstätige sind deshalb Wegpendler, die in den größeren Ortschaften der Umgebung ihrer Arbeit nachgehen.
Die Ortschaft liegt abseits der größeren Durchgangsachsen an einer Departementsstraße, die von Beaujeu nach Savoyeux führt. Eine weitere Straßenverbindung besteht mit Motey-sur-Saône. Auf der nördlichen Seite der Saône (Gemeinde Savoyeux) befindet sich der Bahnhof an der Eisenbahnlinie von Vesoul nach Gray.